# Квінт Лароній
Квінт Ларо́ній (лат. Quintus Laronius; I століття до н. е.) — політичний, державний та військовий діяч часів пізньої Римської республіки, консул-суффект 33 року до н. е.

## Біографія
Походив з Homo novus, нелатинського роду Лароніїв. Немає в джерелах відомостей про його батьків, юні роки.
Відомо, що він був офіцером з оточення майбутнього першого імператора Риму Октавіана Августа під час Другого Тріумвірату. У 36 році до н. е. він командував трьома легіонами на Сицилії під час війни з Гнеєм Помпеєм, допомагаючи зятю Октавіана Марку Віпсанію Агріппі та Луцію Корніфіцію. З'єднавшись з останнім він вивів його з оточення силами Помпея. Він вдало провів бойові дії, але тріумфу не отримав.
33 року до н. е. його було обрано консулом-суффектом. Він змінив на цій посаді Гай Фонтея Капітона. У тому році консулом був сам Октавіан Август і Луцій Волкацій Тулл.
Імовірно він був тим Квінтом Ларонієм, якого призначив місцевий сенат Вібо-Валентії дуумвіром (лат. Duumviri Quatuorviri). Рік призначення невідомий.
Про подальшу долю Квінта Ларонія згадок немає.